# Джеймс Гордон
Комисса́р Джеймс Го́рдон (англ. James Gordon) — персонаж из серии комиксов про Бэтмена, иногда его напарник. Комиссар полиции Готэм-сити. Персонаж впервые появился в Detective Comics #27 (30 Марта 1939) и был создан Биллом Фингером и Бобом Кейном. Гордон появляется в первом же кадре комикса, становясь таким образом первым в истории персонажем саги о Бэтмене.

## Биография

### Год первый
Джеймс Гордон был хорошим полицейским в коррумпированном Чикаго. После того, как Джеймс прижал одну из влиятельных преступных семей города, его перевели в Готэм-сити, куда он переехал со своей женой Барбарой. Гордона встретил  лейтенант Арнольд Фласс (англ. Lieutenant Flass), один из самых коррумпированных полицейских Готэма. Джеймс попал на службу к комиссару Джилиану Лоэбу, который был в кармане у неприкосновенного короля криминального мира Готэма — Кармайна «Римлянина» Фальконе.
Неподкупность Гордона обеспечила ему тяжёлые отношения с большинством служащих GCPD (англ. Gotham City Police Departement — Полицейское Управление Готэм-Сити), и они осложнились ещё сильнее, когда Джеймс был назначен руководителем оперативной группы, главной целью которой была поимка нового защитника города, Бэтмена. Одним из членов группы стала Сара Эссен, которая отлично сработалась с Джеймсом. Вскоре у них завязался роман. Хотя Гордона и влекло к Саре, он решил остаться с Барбарой. Но люди комиссара получили снимок Джеймса и Сары, и начали угрожать Гордону тем, что обо всём узнает его жена. Джеймс не стал принимать условия шантажистов, в результате чего Барбара увидела тот снимок. Сара решила уехать из Готэма, чтобы не быть использованной против Джеймса.
Когда схема с шантажом не сработала, преступники похитили новорождённого сына Гордона, Джеймса младшего. Бэтмен помог Джеймсу спасти сына, после чего они начали сотрудничать. Гордон и Бэтмен принялись очищать ряды GCPD, и вскоре Джеймс получил звание капитана. К новоиспечённому капитану и его новому союзнику присоединился окружной прокурор Харви Дент. Трио начало работать над планом поимки Фальконе и его криминальной семьи.

### Долгий Хэллоуин
В то время, как план стал работать, семейная жизнь Джеймса начала разрушаться, Барбара оставила его на время, забрав с собой сына. Гордон принялся работать над поимкой преступника Праздника (англ. Holiday), который убивал гангстеров города. В результате расследования Джеймс столкнулся со своим старым другом, Харви Дентом, который стал злодеем по имени Двуликий.
После окончания дела Праздника, Гордон получил очередное повышение. На этот раз он стал комиссаром. Теперь его беспокоил новый преступник, Палач (англ. Hangman), убивающий полицейских. Джеймс собрал оперативную группу из честных полицейских, которая должна была заниматься искоренением коррупции в городе. В это же время отношения Джеймса и Барбары окончательно развалились, в результате чего они развелись.
Тем временем, доверие между Гордоном и Бэтменом крепло, и вскоре переросло в настоящую дружбу. Джеймс удочерил дочь своего брата, Барбару, после того как тот погиб в автомобильной катастрофе, и девочка стала сиротой.
Джеймс Гордон делал всё возможное, чтобы очистить ряды GCPD и правительство Готэма. Он нашёл союзника в лице полицейского Харви Буллока, такого же честного, как и комиссар. Медленно, но неотвратимо Готэм становился менее коррумпированным.

### Убийственная шутка
Однажды, когда Барбара в очередной раз навещала Джеймса, раздался стук в дверь. Девушка открыла дверь и увидела на пороге Джокера. Клоун выстрелил в неё и похитил Гордона. Джокер начал психологически пытать комиссара, чтобы доказать Бэтмену, что любой человек, столкнувшись с трагедией, сойдёт с ума, как и он. В конце концов, Тёмный Рыцарь спас Джеймса, но тот заставил пообещать Мстителю в маске, что с Джокером всё будет по закону. Бэтмен схватил Джокера и тот снова отправился в психушку Архэма. Но теперь Джокер стал главным врагом не только Бэтмена, но и Джеймса Гордона.
Вскоре после этого тяжёлого испытания жизнь Гордона постепенно вновь стала нормализоваться. Джеймс помогал Барбаре адаптироваться к её положению, пуля Джокера попала в позвоночник и вызвала паралич ног. Кроме того, у Джеймса появился новый друг и союзник, девушка-полицейский Рене Монтойя. К тому же Сара Эссен вернулась в Готэм. Джеймс и Сара отправились на своё первое настоящее свидание. Гордон был очень счастлив. Но сразу после этого, годы курения и специфической работы сказались на его здоровье, и Джеймс перенёс инфаркт.
Ребенок на кладбище
Посещяя могилу брата, Джим обнаружил что прямо на ней лежит ребенок. После экспертизы выяснилось что младенцу два месяца, а также что она родная сестра Барбары Гордон. Когда младенца нашли, вокруг него сеяла аура света, скорее всего как раз она и не давала девочке погибнуть. Джим приютил ребенка и назвал ее Софией (позже назвавшейся Софой).

### Падение Рыцаря
Вскоре Джеймс восстановил здоровье после инфаркта и начал работать с прежними усилиями. Его отношения с Сарой крепли и, в конце концов, они поженились. В это время Брюс Уэйн не мог быть Бэтменом после столкновения с Бэйном, поэтому его заменял Жан-Поль Вэлли (англ. Jean-Paul Valley). Гордон знал, что теперь Бэтмен это не его старый друг и поэтому отказался от сотрудничества. Это дало старт разногласиям между Джеймсом и новым мэром Готэма Армандом Кролом (англ. Armand Krol), одобряющим действия нового жестокого Бэтмена. Когда Брюс Уэйн вернулся как Темный Рыцарь, Джеймс не был уверен, что может доверять ему и что он не исчезнет снова.
Проблемы между Джеймсом и мэром привели к тому, что Крол понизил Гордона в звании, а на освободившееся место комиссара назначил Сару. Это добавило напряжения в семейную жизнь Джеймса. Гордон решил участвовать в выборах на пост мэра. Брюс Уэйн предложил, чтобы в выборах участвовал не Гордон, а Мэрион Грэйндж (англ. Marion Grange), гарантией для Джеймса было то, что он снова должен стать комиссаром, так как лучше всего для Готэма будет, если этот пост будет занимать Гордон.

### Ничья земля
После удачных выборов Гордон вновь вернулся на своё место. Джеймс провёл GCPD через землетрясение и его последствия. Когда же город был объявлен Ничьей Землёй — то есть исключен из состава Соединённых Штатов, Гордон хотел уйти из города. Но благодаря Саре Джеймс решил остаться и продолжить очищать так называемую Ничью землю.
Джеймс организовал отряд «Blue Boys», в который вошли служащие GCPD, оставшиеся в городе. Когда Бэтмен вернулся после трёхмесячного отсутствия, Гордон отказался сотрудничать с ним, так как чувствовал себя преданным. Вместо этого экс-комиссар начал работать с Двуликим, который помог ему отбить большую территорию у других банд. Но Джеймс не хотел иметь ничего общего с преступником и послал Рене, к которой Дент испытывал нежные чувства, чтобы отменить сделку. Двуликий взял девушку в заложники и вскоре похитил Гордона, которого собирался наказать за предательство. Бэтмен спас Рене, и Джеймс попросил Дента, чтобы он защитил его от Двуликого в качестве адвоката на местном суде. Это послужило расколом в душе Харви, благодаря чему удалось уговорить его сдаться.
После этого между Гордоном и Бэтменом состоялся разговор о доверии, в результате которого Темный Рыцарь решил открыть Джеймсу своё настоящее имя. Гордон отказался от этого, но они вновь стали друзьями. В канун рождества в почти восстановленный Готэм вернулся Джокер. Он похитил всех младенцев, которых смог найти и начал угрожать, что убьет их. Силы GCPD и союзники Бэтмена разбились на группы, организовав поиск младенцев и клоуна-психопата. Джокера нашли Джеймс и Сара. Клоун выстрелил в женщину, убив её. После этого Гордон чуть не убил Джокера, но его остановил Бэтмен.

### Уход
После того как Готэм вновь получил статус города, Джеймс снова занял пост комиссара, хотя теперь он уже не был таким как прежде.
Одной обычной ночью Джеймс предложил самым надёжным офицерам, отправиться в бар провести ночь за выпивкой. Когда они вышли на улицу, кто-то ждал Гордона. Этот человек несколько раз выстрелил ему в спину. Преступник, атаковавший Джеймса, был идентифицирован как Джордан Рич, офицер GCPD который был арестован Гордоном во время его службы в Чикаго. Джеймс пережил ранение, но после этого он ушёл со службы.
После ухода в отставку Джеймс стал много путешествовать, но его всё время тянуло обратно в Готэм. Вернувшись в город, Джеймс стал преподавать криминологию в университете Готэма, занимался садоводством и разговаривал с Бэтменом, который всё ещё нуждался в его помощи.

### Возвращение
Гордон вернулся на свой прежний пост через несколько месяцев после событий Бесконечного Кризиса, во время отсутствия в городе Бэтмена. Причины по которым Джеймс вернулся в GCPD неизвестны, но скорее всего это произошло из-за вновь поднявшегося уровня коррупции.
После возвращения в Готэм Тёмного рыцаря Гордон был отравлен веселящим газом во время схватки с Джокером, из-за чего Джеймсу пришлось провести некоторое время в больнице.

## Альтернативные версии

### Flashpoint
Во время событий Flashpoint Джеймс является работником полиции Готэма, он не женат и не имеет детей. Гордон сотрудничает с Бэтменом (Томас Уэйн) и Оракулом (Селина Кайл). Вместе они пытаются найти детей Харви Дента, похищенных Джокером.

### Injustice: Gods Among Us
В серии комиксов Injustice: Gods Among Us, являющейся приквелом к одноименной игре, Гордон сперва появляется в своей привычной роли комиссара полиции. Однако затем, после исчезновения Брюса Уэйна, к нему является Супермен и требует местонахождение Бэтмена. Гордон честно отвечает, что не знает где он. Тогда Супермен спрашивает, есть ли у него дочь. Гордон в ярости кричит, что Супермен угрожает ему, но Кларк с горечью говорит, что дело не в этом, а в том, что Гордон болен раком легких, причем уже находящимся в неоперабельной стадии. Гордон встречается с Барбарой и сообщает, что с самого начала знал, что она — Бэтгёрл и что он умирает. Поняв, что терять ему нечего, он присоединяется к Сопротивлению. Джим идет на битву в Зал Справедливости, принимая специальные таблетки, дающие суперсилу, но ускоряющие развитие рака. В финале он, поняв что Киборг вот-вот вычислит Барбару, при помощи Лекса Лютора телепортируется в Башню Дозора, где вступает в бой с Виктором. Киборг говорит, что Гордон не сможет убить его, а ему остается просто подождать, пока Джеймс умрет от сильно развившегося рака. Но Гордон, собрав последние силы, обезвреживает и ломает Киборга. После этого он прощается с Барбарой и Бэтменом, а затем умирает, глядя на Землю из Космоса.

## Вне комиксов

### Кино
В фильме «Бэтмен» 1966 года роль комиссара сыграл Нил Хэмилтон. В этой версии он держит связь с Бэтменом не только с помощью сигнального маяка, но и с помощью специального «бэт-телефона», подключённого к бэт-пещере.
В фильмах «Бэтмен» (1989), «Бэтмен возвращается», «Бэтмен навсегда» и «Бэтмен и Робин» роль комиссара Гордона сыграл актёр Пэт Хингл. В этих фильмах он показан несколько комическим персонажем, в отличие от комиксов. Кроме того, он имеет хорошие отношения с Бэтменом в обеих его ипостасях.

#### Трилогия Кристофера Нолана

Гэри Олдман в роли Джима Гордона в фильме «Бэтмен: Начало»

В фильмах «Бэтмен: Начало», «Тёмный рыцарь» и «Тёмный рыцарь: Возрождение легенды» Гордона сыграл Гэри Олдмен.
- В первом фильме Гордон ещё сержант, но он — один из немногих честных полицейских города. Вернувшийся в город Бэтмен начинает свой поход против преступности, и Джеймс становится одним из союзников героя. Тем не менее, официально Бэтмен вне закона, и полицейские должны поймать героя.

Несмотря на это Джеймс продолжает помогать Темному Рыцарю: он спасает Рэйчел от Пугала, а затем с помощью Бэтмобиля взрывает опоры моста, не давая исполниться плану Пугала и Рас’а аль Гула отравить всех горожан.
В конце фильма уже лейтенант Гордон просит Бэтмена поймать сбежавших узников Аркхэма.
- В начале второго фильма Джокер вместе с группой сообщников совершает хитроумное ограбление банка, принадлежащего мафии. Прокурор Харви Дент выдаёт Гордону ордер на обыск всех банков мафии, но китайский бизнесмен и преступник Лао перевозит деньги боссов в известное лишь ему место.

Джокер обещает убрать высших представителей города — комиссара, прокурора, судью и мэра, которые мешают ему. Джокеру удаётся убить комиссара Лоэба, несмотря на присутствие Гордона и его отряда. Судья тоже мертва, хотя полицейские пытались её спасти. Бэтмен спасает Харви Дента. Следующая цель маньяка — мэр. Во время похорон комиссара он совершает покушение на главу города, но Гордон закрывает того собой. Джокер требует, чтобы Бэтмен сдался. Уэйн решает сдаться, но Дент даёт ложное признание, будто он и есть Бэтмен. Его перевозят в тюрьму. На конвой нападает Джокер, но Бэтмен тоже тут. Клоун взрывает Бэтмобиль, и Уэйн активирует альтернативное транспортное средство — высокотехнологичный мотоцикл бэтпод. Джокер хочет, чтобы герой убил его, но тот отказывается. Маньяка арестовывает водитель броневика, в котором перевозили Дента, и им оказывается Гордон: он подстроил свою смерть, чтобы его семье ничто не угрожало. Мэр назначает Джеймса комиссаром за поимку Джокера.
Джокера перевозят в участок. Выясняется, что Харви Дент был похищен помощниками клоуна. Бэтмен проводит допрос с применением физической силы. Джокер не обращает внимания на боль. Он открывает тот факт, что Рэйчел также похищена и предлагает герою сыграть в его игру: выбрать того, кого он будет спасать. И Дент, и Рэйчел взорвутся через пять минут. Клоун называет адреса. Бэтмен едет за девушкой, Гордон — за прокурором, но Джокер обманул их: Бэтмен прибывает туда, где томится Дент. Уэйн спасает его, однако тот получает сильный ожог лица. Гордон же и его подчинённые не успевает: Рэйчел погибает в огне. Маньяк взрывает участок и вырывается на свободу, прихватив с собой Лао.
Изуродованный Харви, теперь называющий себя Двуликим, начинает вершить своё правосудие, карая всех, кто замешан в его и Рэйчел похищении, судьба виновных зависит от броска монеты. В завершении своей мести он хочет наказать Гордона, похитив его семью. Он хочет, чтобы Джим почувствовал ту же боль потери любимого человека, что и он. Жертвой злодей выбирает сына Джеймса. Но прибывает Бэтмен, и Дэнт принимает в игру и его. Он трижды бросает монету, чтобы узнать кому жить: Бэтмен получает пулю, сам Дент «оправдан» случаем, но при последнем броске монеты, решавшим судьбу мальчика, раненый Бэтмен спасает ребёнка, но случайно толкает Дента с крыши здания и тот погибает. Уэйн и Гордон понимают, что если люди узнают о том, кем стал Белый Рыцарь Готэма, они потеряют надежду и веру в добро. Бэтмен просит комиссара сохранить репутацию Харви незапятнанной и берёт всю вину за его убийства на себя. Гордон не хочет поступать так, но признаёт, что это необходимо. Он нарекает Бэтмена Тёмным Рыцарем.
- В третьем фильме, спустя 8 лет после событий «Тёмного рыцаря», Гордон по-прежнему комиссар полиции Готэма. Благодаря антикриминальному «акту Дента» и Бэтмену организованная преступность практически уничтожена. Однако это всё негативно сказалось на личной жизни Гордона, т.к. его жена не смогла принять необходимость этой лжи и ушла от Джима, забрав детей; кроме того, мэр собирается отправить Гордона в отставку, так как он «герой войны, а сейчас мирное время». На очередном праздновании годовщины смерти Дента Джим собирается прочитать признательную речь об истинных событиях той роковой ночи, но передумывает, поняв, что Готэм по-прежнему не готов к этому. Именно комиссар во время спецоперации случайно попадает в логово Бэйна. Чудом ему удаётся выжить (хотя он и был ранен). Находясь в больнице, Гордон продолжает выполнять обязанности комиссара. Кроме того, он вызывает Бэтмена к себе и говорит, что тот должен вернуться. Однако все действия Джеймса только играют на руку Бэйну. Когда злодей захватывает Готэм, Гордон остаётся одним из немногих полицейских, не попавших в ловушку Бэйна. Он организовывает отряд сопротивления, хотя Бэйн публично унижает его, прочитав в прямом эфире ту самую признательную речь. В конце, когда Бэйн повержен, Бэтмен решил взорвать бомбу подальше от города. Перед своим взлётом Бэтмен дал знать Гордону, что тот скрывает под своей маской Брюса Уэйна.

#### Расширенная вселенная DC
Актёр Дж. К. Симмонс появился в роли комиссара Джеймса Гордона в фильме «Лига Справедливости» режиссёра Зака Снайдера, а также в отменённом фильме о Бэтгёрл, относящимся к Расширенной кинематографической вселенной DC Comics.

#### «Бэтмен» Мэтта Ривза
- Джеффри Райт исполнил роль Гордона в «Бэтмене» Мэтта Ривза, став первым афроамериканским актёром, сыгравшим персонажа вживую.[6] Его образ схож с трилогией Нолана: на момент событий фильма Гордон ещё лейтенант и единственный полицейский в городе, которому Брюс доверяет, в то время как его начальник, комиссар Пит Сэвидж (Алекс Фернс), неодобрительно относится к Бэтмену из-за его статуса линчевателя. Фактически, Гордон выступает в фильме напарником Бэтмена, активно помогая ему в расследовании дела Загадочника и Кармайна Фальконе. По ходу фильма комиссар Севидж погибает от рук Загадочника, потенциально освобождая место для Гордона.

### Телесериалы
- В сериале «Бэтмен» 1960-х Гордона сыграл Нил Хэмилтон.
- Бенджамин Маккензи исполняет роль молодого Джеймса Гордона в сериале «Готэм».[7] В сериале Гордон предстаёт честным и неподкупным полицейским, который работает в паре с легендарным детективом Харви Буллоком. Его честность постоянно становится причиной конфликтов с начальством и коллегами, и Гордон был понижен до патрульного офицера и даже надзирателя в Лечебнице «Аркхэм». Имел романтические отношения с Барбарой Кин, богатой наследницей, но после она ушла от него, так как не была для него достаточно «сильной», и Гордон начал встречаться с Лесли Томпкинс (в будущем, личным врачом Бэтмена).

### Мультипликация

Джеймс Гордон в мультсериале «Бэтмен»

Исполняет обязанности комиссара. Озвучен Брайеном Кренстоном..
- В мультсериале 1992 года Бэтмен
- Новые приключения Бэтмена
- В мультсериале 2004 года Бэтмен
- В мультсериале 2019 года Харли Квинн

### Видеоигры
- В Lego Batman:The VideoGame комиссар Гордон помощник Бэтмена, доступен в свободной игре. При игре за злодеев является одним из боссов.
- В Batman: Arkham Asylum комиссара Гордона держит в плену Харли Квинн. Потом Бэтмен его спасает, затем прикрывает его от Бэйна и просит его отправиться в Готэм.
- В Batman: Arkham City комиссар Гордон появляется в финальном ролике, где спрашивает Бэтмена о том, как умер Джокер.
- В игре Batman: Arkham Origins присутствует молодой Гордон в звании капитана, которому помогает Бэтмен.[9]
- В игре DC Universe Online герои, обитающие в Готэме, могут встретить его в полицейском участке — оплоте героев в городе.
- Гордон появился в игре Batman: Arkham Knight, а в финале игры становится мэром Готэма.

## Критика и отзывы
- В мае 2011 года, Джеймс Гордон занял 19 место в списке Сто лучших героев комиксов всех времён.[10]